# ウンパッパ
『ウンパッパ』（英: Oom-Pah-Pah）は、ミュージカル『オリバー!』の歌の一つ。1960年の作品。作詞・作曲：ライオネル・バート。映画『オリバー!』でも用いられた。
日本では、峯陽が子供向けに訳詞したバージョンが広く知られており、NHKの『みんなのうた』『歌のメリーゴーラウンド』などで放送された。また、峯陽の訳詞版は1977年以後、小学校の音楽の教科書に何度か掲載されている。また、日本テレビやTBSの『毎日新聞ニュース』（『読売・朝日・毎日3社ニュース』時代）のオープニングテーマにもなった。
NHKの『おかあさんといっしょ』で放送された、曲名の類似した「おどりのすきなウンパッパ」（作詞：東龍男、作曲：山本直純）とは異なる。

## みんなのうた
『みんなのうた』では、1965年4月から同年5月に紹介。石丸寛が編曲し、ペギー葉山と東京児童合唱団が歌唱した。この時期の『みんなのうた』では、他にも「オリバーのマーチ」「なんでもやるさ」といった『オリバー!』からの楽曲が放送された。
それから53年半後の2018年10月から同年11月まで、ラジオのみでの再放送が行われた。3年後の2021年3月にもラジオのみで再放送される。

## ペギー葉山のシングル
1965年にペギー葉山のシングルとして発売。

### 収録曲
キングレコード BS-7091。
1. ウンパッパ（ミュージカル『オリバー』より）
作詞・作曲：ライオネル・バート、日本語詞：峯陽、編曲：小野崎孝輔、コーラス：レオン・サンフォニエット
2. 次郎物語（テレビドラマ『次郎物語』主題歌）
作詞：横田弘行、作・編曲：木下忠司、コーラス：レオン・サンフォニエット

## この曲を歌唱した歌手
- ペギー葉山、レオン・サンフォニエット（編曲：小野崎孝輔） - シングル。前述。
- ペギー葉山、ひばり児童合唱団（編曲：小野崎孝輔） - 1966年発売の『ママとよい子のアルバム』（キングレコード、SKK-173）などに収録。
- ペギー葉山（編曲：小森昭宏） - 1971年発売の『NHKみんなのうた VOL.3』（キングレコード、SKM(H)-2045）[2]に「ウンパパ」の曲名で収録されている。
- 小鳩くるみ - 2008年発売の『ムーミン おやこでいっしょにたのしむおんがく〜enjoy with kids〜うつくしいどうよう・ベスト』（ビクター）などに収録。
- ケロポンズ - 2010年発売の『ケロポンズのゆかいなうたあそび』（キングレコード）に収録。
- クロイ・マリー・マクナマラ - 2013年発売の配信限定アルバム『トクトクえいごのうた 50曲』（日本コロムビア）に収録。
- 西六郷少年少女合唱団（新西六郷少年少女合唱団） - 光文書院『みんなのうた』CD-BOX(1)、2002年11月18日発売『子供の歌(4) みんなのゆめ』（キープ／日本クラウン、CD：TCD-504／カセット：TMC-504）に収録。

- このほか、1965年にキングレコードから発売されたLP『歌のメリーゴーラウンド(2)』（品番：SKK(H)-109）にも収録されているが、同LPには曲ごとの歌手・演奏者が明示されていない。